# Calamus melanoloma
Calamus melanoloma är en enhjärtbladig växtart som beskrevs av Carl Friedrich Philipp von Martius. Calamus melanoloma ingår i släktet Calamus och familjen Arecaceae. Inga underarter finns listade i Catalogue of Life.